# Libertad la Fuente
Libertad la Fuente är en ort i Mexiko.   Den ligger i kommunen Bella Vista och delstaten Chiapas, i den sydöstra delen av landet, 800 km sydost om huvudstaden Mexico City. Libertad la Fuente ligger 2 092 meter över havet och antalet invånare är 192.
Terrängen runt Libertad la Fuente är bergig åt nordväst, men åt sydost är den kuperad. Runt Libertad la Fuente är det ganska tätbefolkat, med 78 invånare per kvadratkilometer. Närmaste större samhälle är Frontera Comalapa, 17,4 km öster om Libertad la Fuente. Omgivningarna runt Libertad la Fuente är en mosaik av jordbruksmark och naturlig växtlighet.